# 維謝洛克 (新烏希齊亞區)
48°52′58″N 27°24′15″E / 48.88278°N 27.40417°E
維謝洛克（烏克蘭語：Виселок），是烏克蘭西部的村莊，隸屬赫梅利尼茨基州的卡緬涅茨-波多利斯基區。該村始建於1922年，面積0.38平方公里，海拔高度273米，2001年人口76，人口密度每平方公里197.9人。